# Église Saint-Alexandre-Nevsky de Potsdam
L'église Saint-Alexandre-Nevsky (en allemand : Alexander-Newski-Gedächtniskirche, en russe : Александро-Невский храм) est une église russe orthodoxe située à Potsdam, près de Berlin, la plus ancienne construite hors des limites de l'Empire russe.

## Histoire

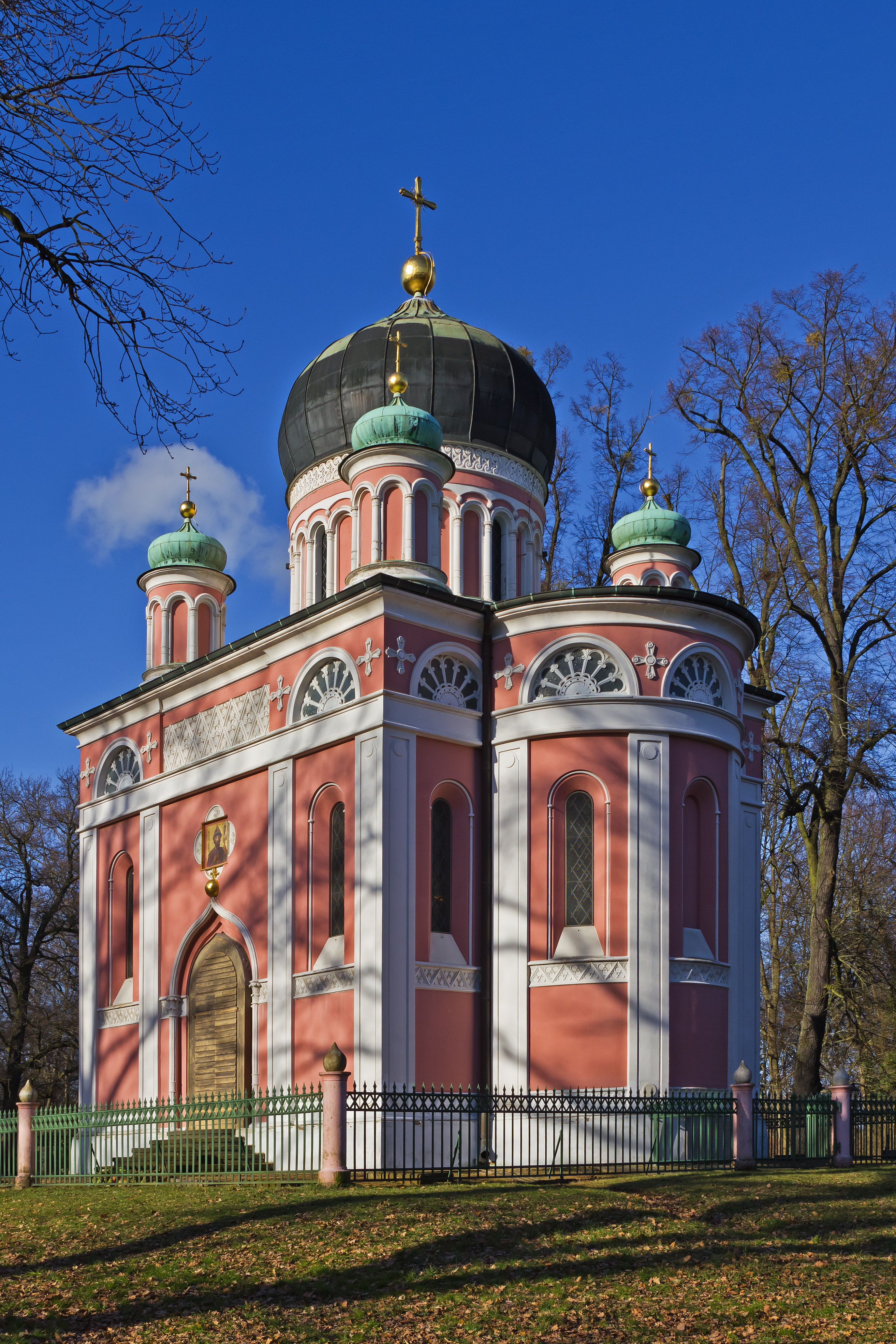
L'église vue de l'abside

L'église a été construite sur ordre du roi de Prusse, Frédéric-Guillaume III, entre 1826 et 1829 pour les soldats russes de la colonie d'Alexandrowka. Celle-ci faisant partie du patrimoine mondial de l'UNESCO, l'église, située sur la Kapellenberg, est de ce fait protégée depuis 1999.
Elle est de style historiciste russe avec des apports néo-classiques et néo-gothiques, sur des plans de l'architecte pétersbourgeois Vassili Stassov, inspiré du style de Karl Friedrich Schinkel. Elle est vouée à saint Alexandre Nevsky, patron de l'empereur Alexandre Ier de Russie mort en 1825 et symbolise les liens étroits entre les Cours de Russie et de Prusse.
La première cérémonie a lieu le 10 juin 1829 en présence de l'empereur Nicolas Ier et de son épouse Alexandra, née princesse de Prusse, qui sont alors en Prusse pour le mariage du prince Guillaume de Prusse avec la princesse Augusta de Saxe-Weimar-Eisenach. La consécration officielle de l'église a lieu deux mois plus tard.
L'église est fermée au culte à la fin des années 1930. Elle souffre de dommages à la fin de la guerre. Elle est sous la juridiction du Patriarcat de Moscou depuis 1949, mais les cérémonies y ont lieu de façon sporadique après la mort du desservant en 1968, jusqu'à ce qu'en 1986 un nouveau prêtre soit nommé. Un millier de fidèles font partie de la communauté aujourd'hui.

## Galerie

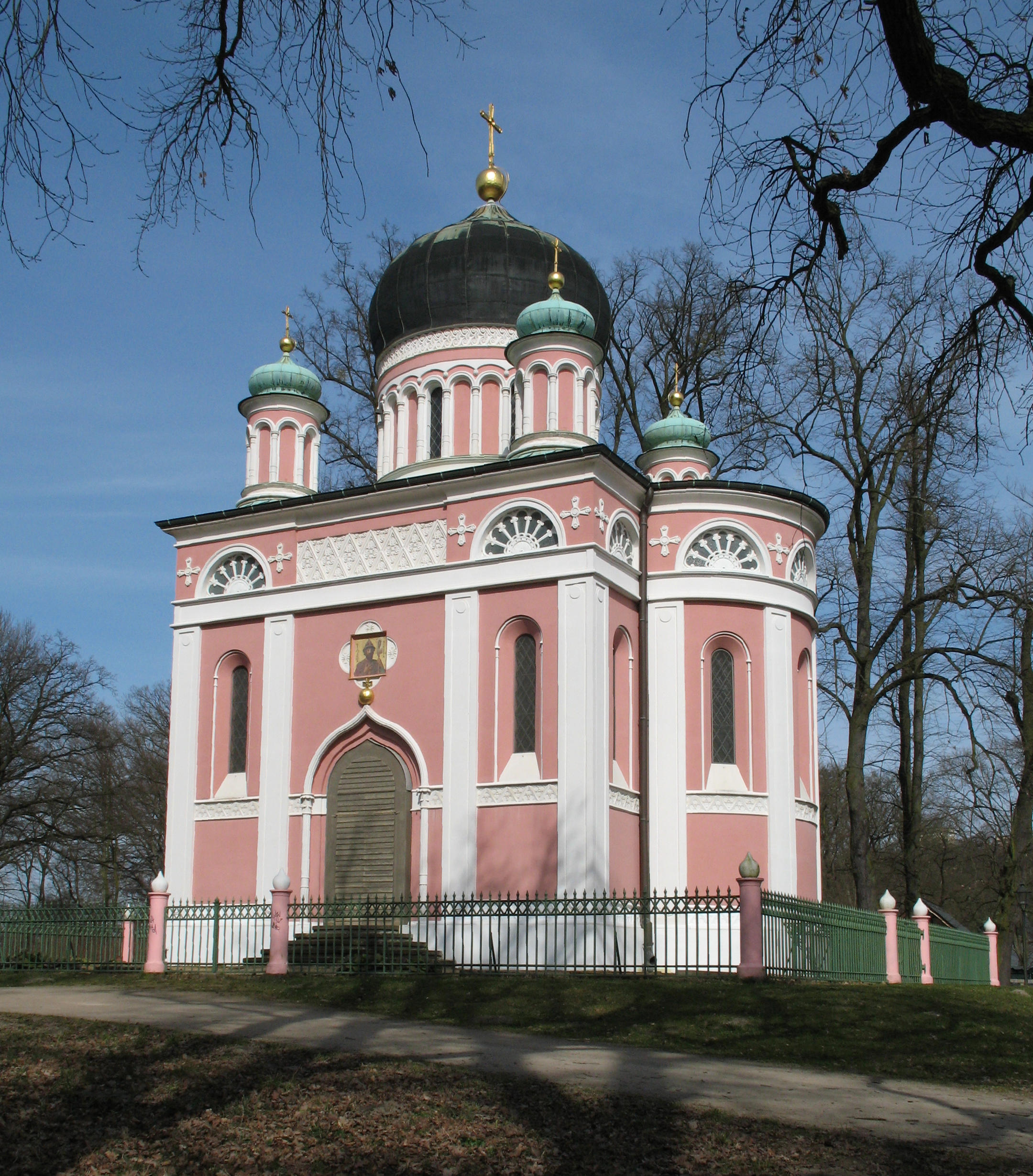
Vue de l'église en hiver
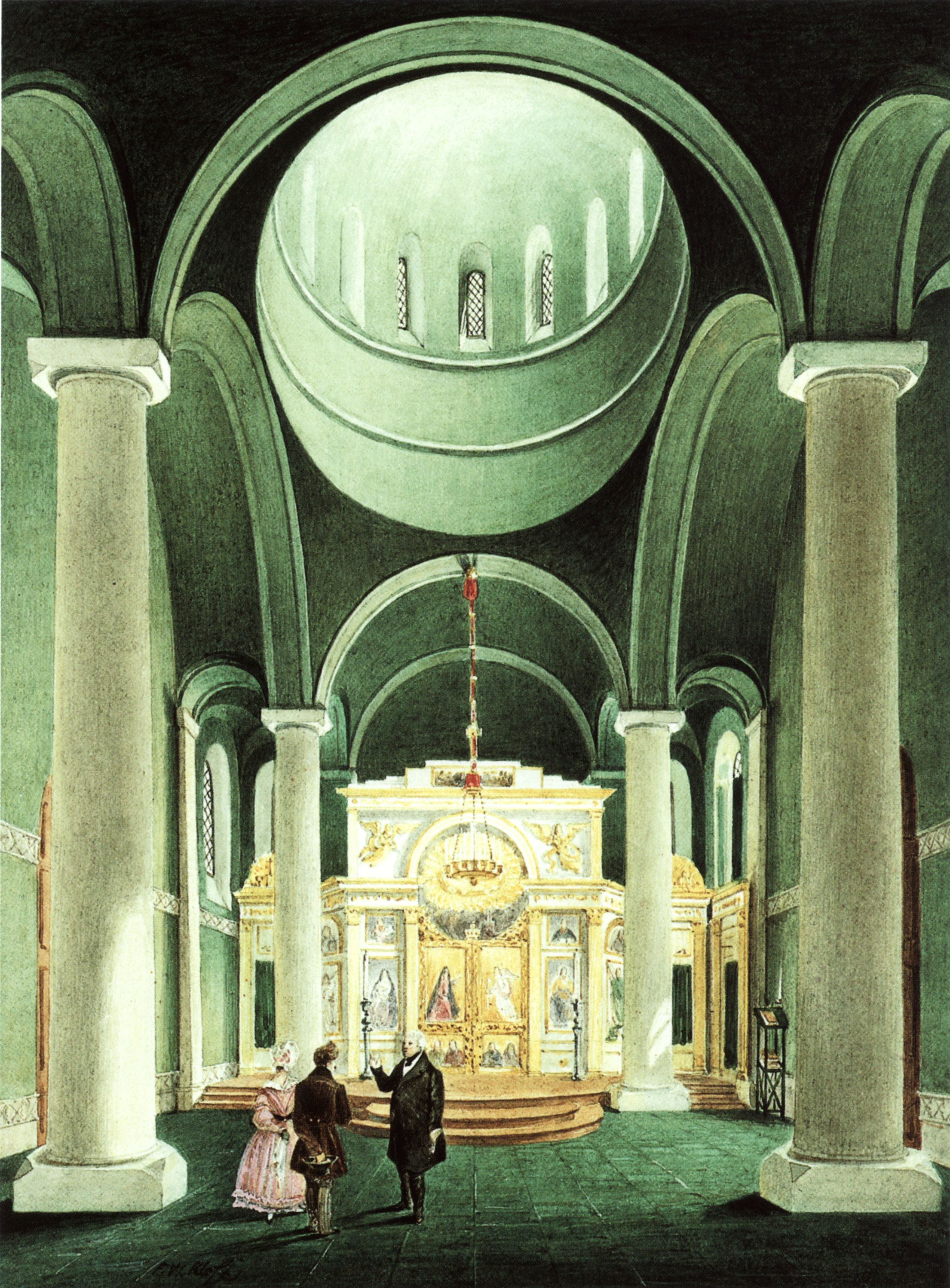
Intérieur de l'église vers 1850, aquarelle de Friedrich Wilhelm Klose
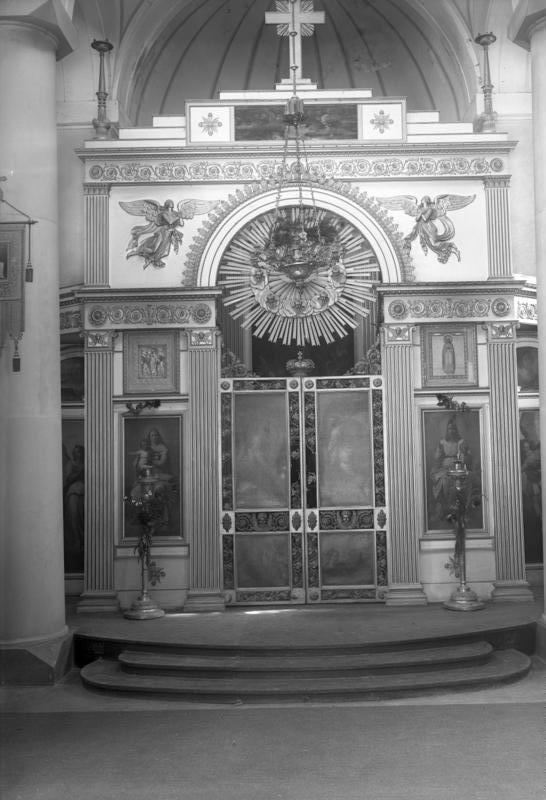
L'iconostase en 1931
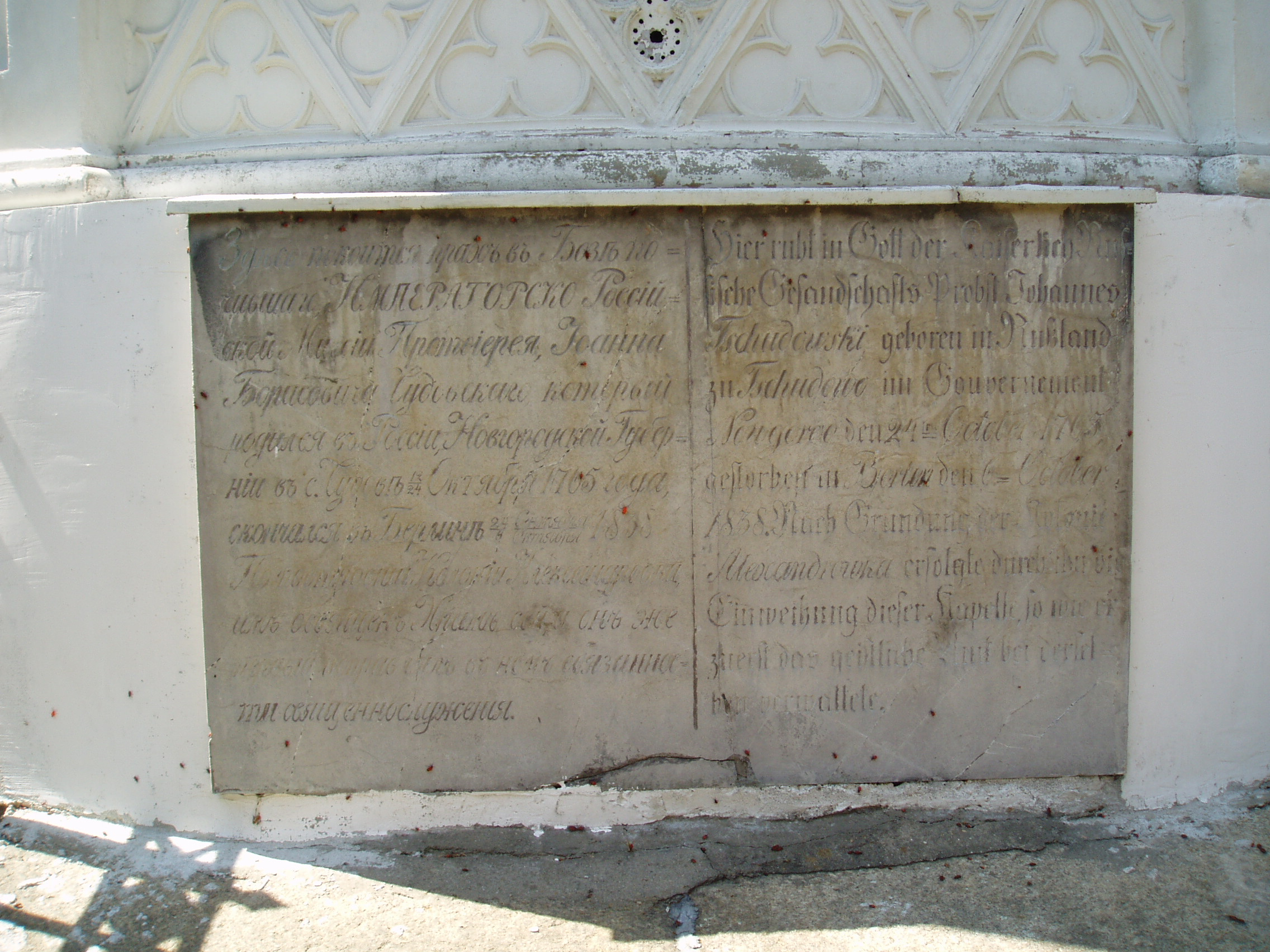
Tombe du premier prêtre Ivan Tchoudovsky (1765-1838), côté Est de l'église
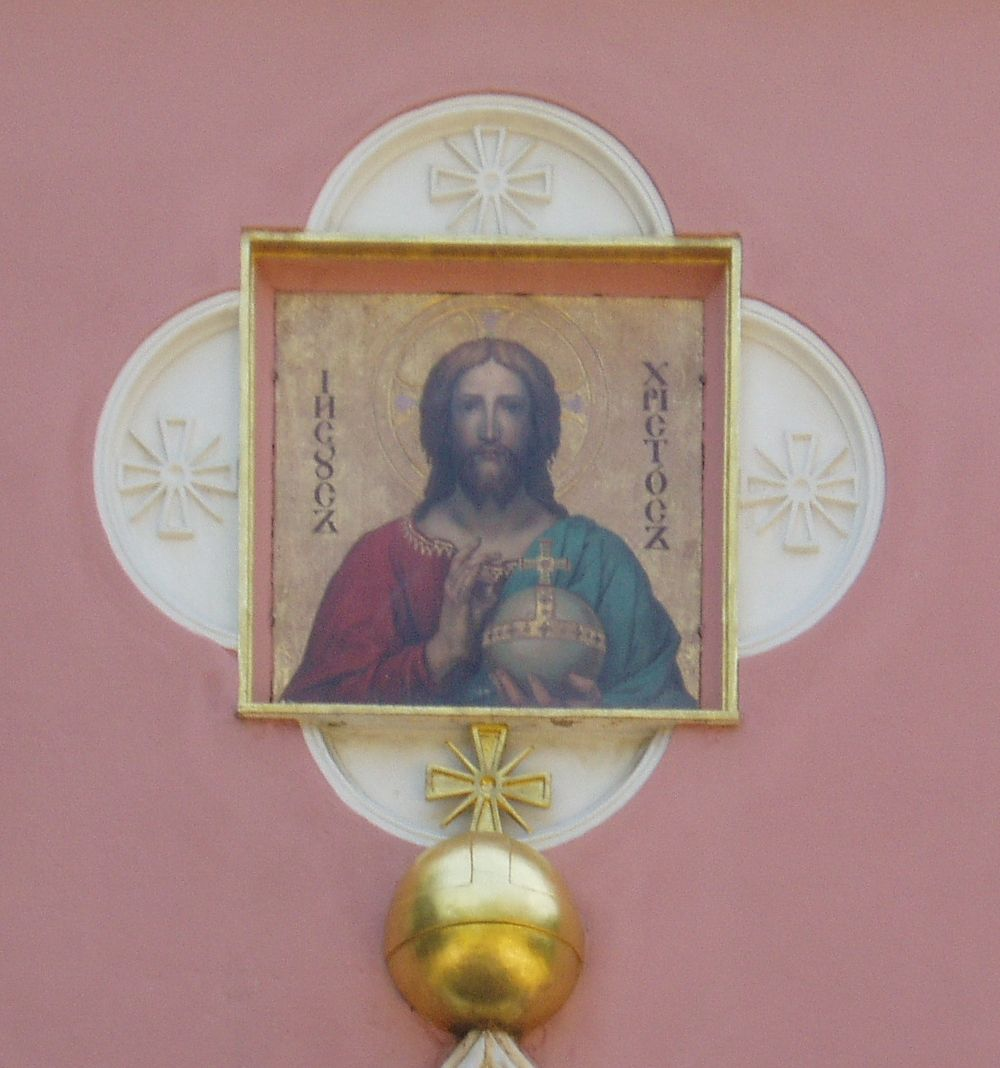
Icône du Christ au-dessus de l'entrée, côté Ouest
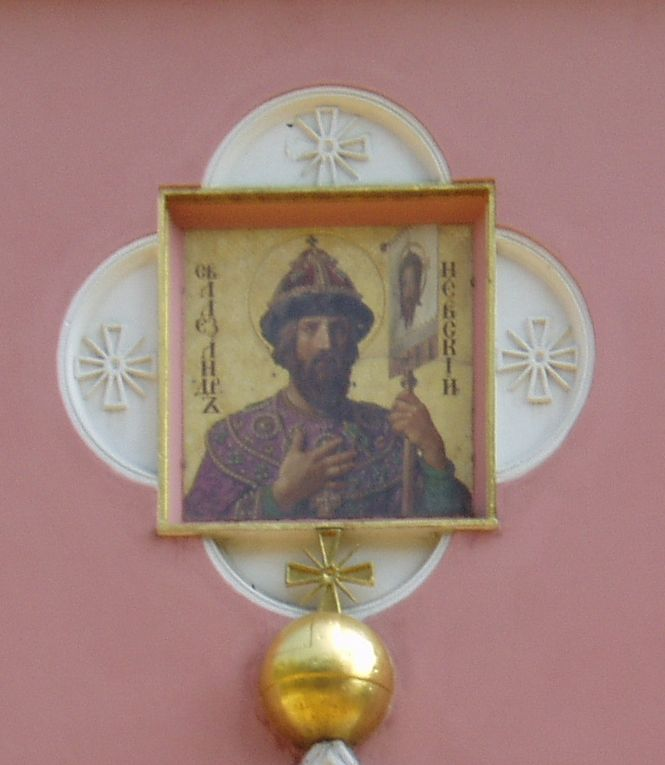
Icône de saint Alexandre Nevsky, côté Sud
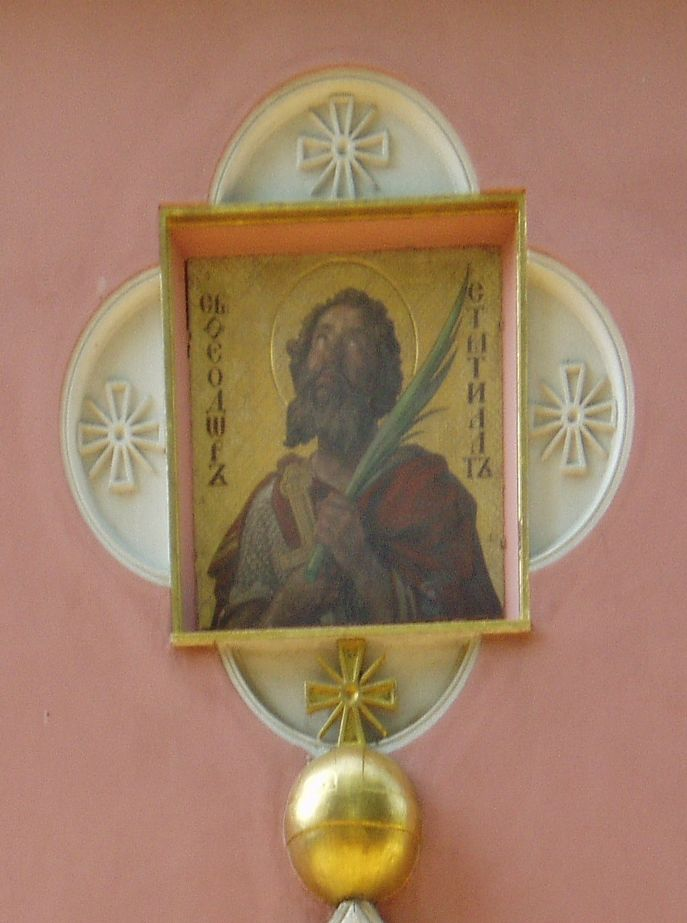
Icône de saint Théodore, côté Nord
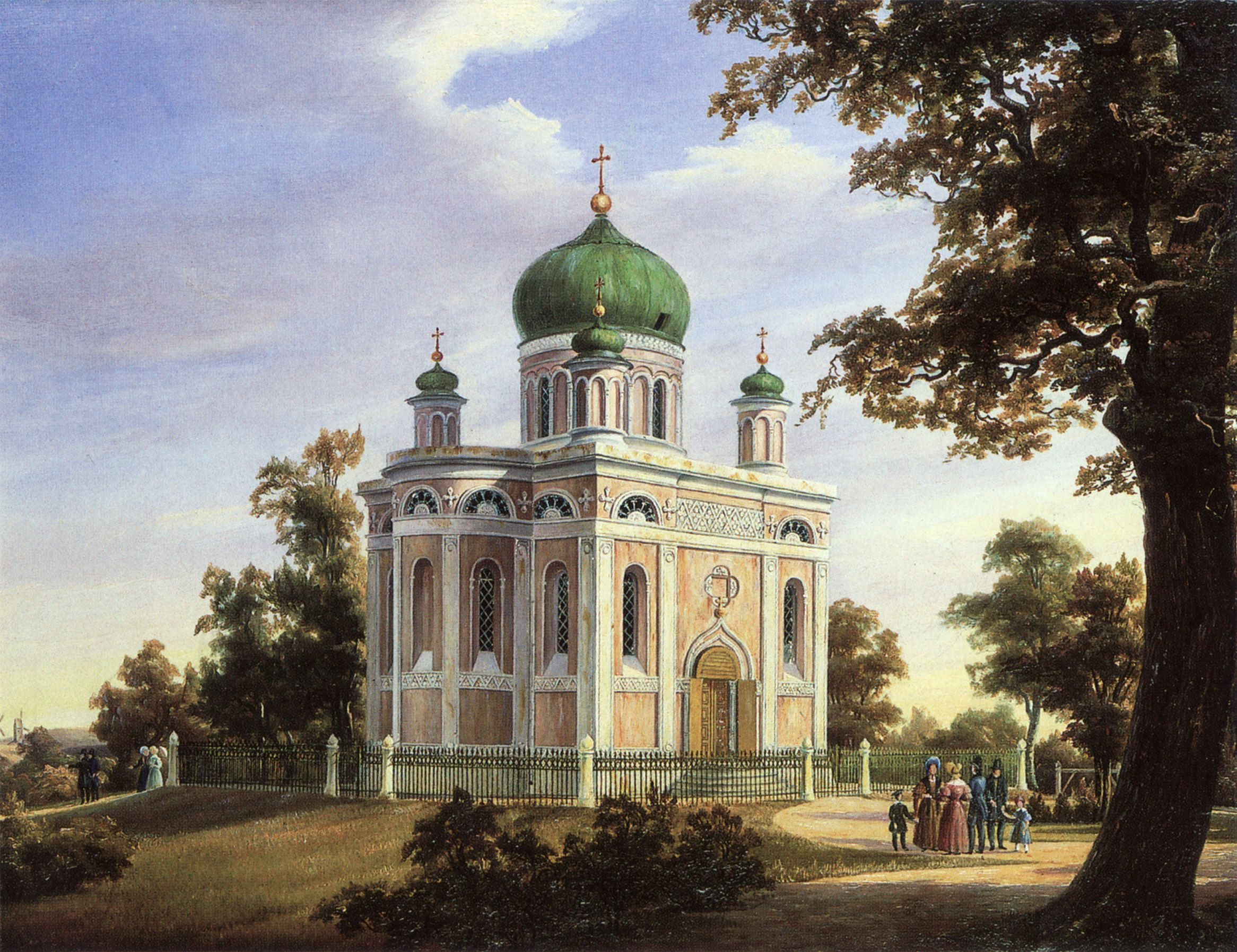
Vue de l'église en 1838, par Carl Friedrich Freydanck